# Communauté de communes Terehēamanu
La communauté de communes Terehēamanu  est une communauté de communes française, située dans le collectivité d'outre-mer de Polynésie française, sur l'île de Tahiti. Son nom s'écrit officiellement avec ou sans le macron sur le troisième « e » (Terehēamanu ou Tereheamanu). 
Cette communauté de communes a été créée le 1er janvier 2021 par un arrêté du haut-commissaire de la République en Polynésie française. Elle réunit 5 communes rurales et périurbaines situées à l'est de l'île de Tahiti : Hitiaa O Te Ra, Taiarapu-Est, Taiarapu-Ouest, Teva I Uta et Papara. Son siège est fixé à Afaahiti, dans la commune de Tairapu-Est, au niveau de l'isthme de Taravao qui joint la presqu'île de Taiarapu au reste de l'île de Tahiti.

## Origine du nom
Le nom Terehēamanu provient d'un mythe polynésien de création de l'île de Tahiti, popularisé depuis les années 1990 par des intellectuels et hommes politiques polynésiens engagés en faveur de l'indépendance de la Polynésie et proches de l'Église protestante maohi, qui s'est elle-même prononcée en faveur de l'indépendance de la Polynésie. L'héroïne de ce mythe de création est une jeune fille du nom de Terehe, avalée par un poisson sur l'île mythique de Havai'i (identifiée avec les îles de Raiatea et Tahaa), poisson qui partit vers l'est pour devenir l'île de Tahiti. C'est le linguiste et écrivain de langue tahitienne Duro Raapoto, cofondateur du parti indépendantiste Ia mana te nuna'a et fils du premier président de l'Église évangélique de Polynésie française (aujourd'hui Église protestante maohi), qui a introduit en 2004 dans un ouvrage en tahitien consacré à ce mythe (vu comme une allégorie de la libération de Tahiti) le nom Terehēamanu, affirmant qu'il s'agissait du nom complet de Terehe, s'appuyant notamment sur le fait qu'existait une terre de ce nom dans la commune de Papara.
Terehēamanu peut être interprété comme signifiant « Terehē comme un oiseau » (ā = « comme » en tahitien ; manu = « oiseau »). Pour Duro Raapoto, Terehē pourrait être décomposé en tere (« voyage, départ » en tahitien) et hē (« chenille »). Il faudrait donc voir dans le nom complet de l'héroïne Terehēamanu l'idée d'une chenille s'apprêtant à devenir un papillon (« le départ de la chenille comme un oiseau ») évoquant le processus de transformation raconté par le mythe. 
D'après Henri Flohr, maire de Hitiaa O Te Ra à l'origine du projet de communauté de communes, c'est François Pihaatae, président de l'Église protestante maohi depuis 2019, qui lui a proposé le nom Terehēamanu pour la nouvelle communauté de communes, nom qui a reçu l'accord des autres maires. Pour Henri Flohr : « C’est la chenille qui devient un papillon. Comme la chenille, cette communauté va démarrer avec ses propres moyens pour se développer petit à petit. »

## Territoire communautaire
La communauté de communes est composée des 5 communes suivantes :

| Nom             | Code Insee | Gentilé | Superficie (km2) | Population (dernière pop. légale) | Densité (hab./km2) |
| --------------- | ---------- | ------- | ---------------- | --------------------------------- | ------------------ |
| Hitiaa O Te Ra  | 98722      | =       |                  | 10 196 (2022)                     |                    |
| Taiarapu-Est    | 98747      | =       |                  | 13 602 (2022)                     |                    |
| Taiarapu-Ouest  | 98748      | =       |                  | 8 371 (2022)                      |                    |
| Teva I Uta      | 98752      | =       |                  | 10 837 (2022)                     |                    |
| Papara (Tahiti) | 98734      | =       |                  | 11 743 (2022)                     |                    |

## Bureau de la communauté de communes Terehēamanu
Président :Tearii Alpha, maire de Teva I Uta, ministre de l’Agriculture et du Foncier, chargé du Domaine et de la Recherche, dans le gouvernement de la Polynésie française, ancien Vice-Président de la Polynésie française 

1re Vice-président : Anthony Jamet, maire de Taiarapu-Est 

2e Vice-président : Henri Flohr, maire de Hitiaa O Te Ra, représentant à l'Assemblée de la Polynésie française

3e Vice-présidente : Sonia Punua, maire de Papara

4e Vice-président : Tetuanui Hamblin, maire de Taiarapu-Ouest

5e Vice-président : Hugo Garbutt , premier adjoint au maire de Taiarapu-Est

## Présidents de la communauté de communes Terehēamanu
| Période         | Période  | Identité              | Étiquette | Qualité                           |
| --------------- | -------- | --------------------- | --------- | --------------------------------- |
| 12 février 2021 | En cours | Tearii Te Moana Alpha | Tapura    | Maire de Teva I Uta (depuis 2014) |